# Hogar (pel·lícula)
Hogar és una pel·lícula espanyola de thriller de 2020 escrita i dirigida pels germans Pastor (Álex i David). És protagonitzada per Javier Gutiérrez, Mario Casas, Bruna Cusí i Ruth Díaz. Es va estrenar el 25 de març de 2020 a Netflix.

## Trama
Javier (Javier Gutiérrez) és un ex-executiu publicitari que, en el seu moment, es va fer ric fent anuncis d'utensilis de cuina sota l'eslògan "La vida que et mereixes". Avui dia, tenmateix, la seva realitat és una altra: porta un any a l'atur, li costa trobar treball, i ja no pot permetre's el lloguer del luxós apartament on hi vivien ell i la seva família, per la qual raó han hagut de deixar-lo i mudar-se a un vell pis de propietat que posseïen en un barri molt més modest. Quan Javier descobreix que, per algun motiu, encara té un joc de claus pertanyent al seu anterior pis, decideix infiltrar-se en la vida de la família que ara l'ocupa - formada pel pare de família Tomás (Mario Casas), la seva esposa Lara (Bruna Cusí) i la seva filla Mónica (Iris Vallés) -, amb intenció de recuperar la seva vida anterior de formes cada vegada més perverses.

## Repartiment
- Javier Gutiérrez com Javier Muñoz.
- Mario Casas com Tomás.
- Bruna Cusí com Lara.
- Ruth Díaz com Marga.
- Iris Vallés com Mónica.
- Cristian Muñoz com Dani.
- David Ramírez com Damián.
- David Selvas com Darío.
- David Verdaguer com Raúl.
- Vicky Luengo com Natalia.
- Raül Ferre com Lucas.
- Ernesto Collado com el professor.
- Yaneys Cabrera com Araceli.
- Eli Iranzo com Amparo.
- Júlia Molins Vila com la noia jove.
- Natalia García com Valentina Costa.

## Producció
Els directors de Hogar, David i Álex Pastor, van ser premiats amb el Premi Gaudí a Millor pel·lícula en llengua no catalana per Els últims dies (2013).

## Estrena
Hogar es va estrenar en Netflix el 25 de març de 2020 a tot el món, usant el títol The Occupant als països angloparlants. S'anava a preestrenar en el Festival de Màlaga abans de la seva arribada a Netflix, competint en la secció oficial del festival, però el festival va ser ajornat el 10 de març de 2020, tres dies abans de la seva inauguració i 15 abans de l'estrena de la pel·lícula en Netflix, a causa de la pandèmia del coronavirus.

## Rodatge
La gravació de la pel·lícula va començar el 25 de novembre de 2018 i va acabar el 10 d'abril de 2019. El lloc triat va ser Barcelona.
En la pel·lícula apareixen dos actors de renom. D'una banda, l'actriu Ruth Díaz que ja havia treballat amb Mario Casas a Bajo la piel de lobo, estrenada el 2017. D'altra banda, Javier Gutiérrez, guanyador de dos Premis Goya. El primer el va obtenir el 2015 com a Millor actor protagonista a La isla mínima i el segon com a Millor Actor Protagonista per El autor el 2018.

## Recepció
Hogar ha rebut crítiques mixtes-positives per part dels crítics globals, amb una puntuació "fresh" a Rotten Tomatoes del 64%.
A Espanya, les tres crítiques provinents de crítics espanyols llistades a FilmAffinity són positives. Javier Ocaña d' El País va apuntar que la pel·lícula «[desplegava] el seu relat amb interessants anotacions socials i a través d'un to de thriller d'intriga» i va concloure que «amb un excel·lent grup d'intèrprets comandats per Javier Gutiérrez, els Pastor han tornat amb convicció al llargmetratge». Luis Martínez d' El Mundo li va donar a la pel·lícula tres de cinc estrelles i la va descriure com un «canvi de registre» per part dels germans Pastor, lluny de les seves distopies Infectats i Els últims dies; i com «una brillant descripció del virus que segueix aquí i que sempre portem dins» i una història de com «el confinament deixa de ser un accident per a passar a convertir-se en l'única descripció possible del que som», i va negar les comparacions amb Paràsits, dient que «qualsevol semblança amb [la cinta sud-coreana], a més de casualitat és oportú». Fausto Fernández de Fotogramas va ser un dels majors defensors de la pel·lícula, donant-li quatre de cinc estrelles i dient que la pel·lícula «s'agrada en la seva variació de terror de càmera urbà, conjugal i equívoc sexualment» i descrivint al protagonista com «l'encarnació de malson i naturalista de les plagues que assolaven [les] anteriors cintes [dels germans Pastor]».
Fora d'Espanya, tanmateix, la pel·lícula va ser rebuda de forma més crítica per part dels crítics. Roger Moore de Movie Nation li va donar a la pel·lícula només una estrella i mitja de quatre, dient que la pel·lícula «no vol jugar sota [les] regles [del thriller lent]» i que el guió i caracterització «mai deixen [a l'espectador] invertir en [el] personatge [de Javier Muñoz], o en qualsevol altre», concloent que «quan el foc és tan lent arribant a bullir, és molt més fàcil simplement encongir-se d'espatlles i canviar a un thriller amb més sentit». Amy Nicholson de The New York Times va ser encara més crítica amb la pel·lícula, dient que la pel·lícula «busca reconvertir el thriller escombraries d'assetjadors dels 90» però que també «ignora el desenvolupament de personatges i merament aparta la seva mirada de les seves frustracions amb el capitalisme», a més de titllar al protagonista de «talòs» i de «cap buit que veu la tele pels anuncis», concloent que «si [el protagonista] posés el mateix esforç en el seu portafoli que a ser malvat, tindria un cotxe esportiu per cada dia de la setmana« i que «llavors potser la seva història tindria a on anar». Jonathon Wilson de Ready Steady Cut va ser més benèvol amb la pel·lícula, donant-li tres de cinc estrelles, elogiant l'actuació de Gutiérrez i assumint que «l'inici lleugerament poc habitual» i els temes de l'estatus social, el materialisme i la sociopatía en espiral «li donen [a la pel·lícula] un toc de pintura amb sabor fresc, llest per al streaming», però va concloure que la pel·lícula «és massa llarga i superficial per a convertir-se en un memorable retorn del thriller d'assetjadors». John Serba de Decider, en una escala de puntuació que inclou tan sols els verbs imperatius "Stream it (baixa-te-la)" o "Skip it (passa d'ella)", li va fer a la pel·lícula la puntuació de "Skip It", confessant que, arran de la pel·lícula de 2015 Selfless (que els germans Pastor no van dirigir, però de la qual sí que van escriure el guió), va predir que, en algun punt, es convertiria en «un thriller absurd» en saber que era d'ells, i que aquest punt era «al final del segon acte», a més de qualificar el final d'«estúpid» i descriure a la pel·lícula com «Paràsits creuat amb The Hand That Rocks the Cradle» i concloure que és «un allargament llarg i lent d'un cigar mediocre» i que «potser és millor [veure-la] després haver-se pres tres copes».
Tanmateix, Sean Collier de Pittsburgh Magazine va escriure una crítica molt positiva, puntuant a la pel·lícula amb un total de 8 sobre 10, dient que «la pel·lícula passa amb perícia del drama al thriller» i que Hogar «és un triomf. El guió dels germans Pastor és una joia, un model de com fluir naturalment d'un gènere a un altre».
En una altra crítica positiva, Ann Hornaday, en The Washington Post, va lloar les seves «línies clares, disseny visual estilitzat i una absorbent interpretació protagonista de (Javier) Gutiérrez, que té l'energia compacta i continguda de Anthony Hopkins en els seus moments més contenidamente volàtils».
A Clarín, Pablo Scholz la va qualificar de Bona, dient «aquest thriller espanyol aconsegueix entretenir, amb suspens»
Diego Batlle del web OtrosCines.com a Argentina li va donar a la pel·lícula tres estrelles de cinc, descrivint la seva arrencada com «una impiadosa mirada a l'estat de les coses per als professionals madurs» i la seva segona meitat com «[una] aposta de ple per recursos clàssics del thriller psicològic […] amb resultats acceptables, però no particularment creatius ni sorprenents». Dhrub Sharma de TheCinemaholic al Canadà també li va fer a la pel·lícula un tres de cinc, elogiant l'actuació de Gutiérrez i el desenvolupament del vilà protagonista, al qual descriu com «veritablement creïble i convincent», a més de citar el realisme del guió, però va criticar el tercer acte de la pel·lícula per abandonar aquest realisme i, per tant el seu impacte, així com el final per «mantenir l'interior de [la] ment [del protagonista] unidimensional», concloent que la pel·lícula és «una mirada d'una sola vegada decent i res més». Karina Adelgaard de Heaven of Horror a Dinamarca li va donar la seva crítica més positiva fora d'Espanya, donant-li un quatre de cinc i elogiant el repartiment i el final, recomanant la pel·lícula per a tots aquells que els agradin el gènere del thriller d'assetjadors.